# Liechtenstein a 2024. évi nyári olimpiai játékokon
Liechtenstein a franciaországi Párizsban megrendezett 2024. évi nyári olimpiai játékok egyik részt vevő nemzete volt. Az országot az olimpián 1 sportágban 1 sportoló képviselte, aki érmet nem szerzett.

## Kerékpározás

### Hegyi-kerékpározás
| Versenyző       | Versenyszám        | Idő     | Helyezés |
| --------------- | ------------------ | ------- | -------- |
| Romano Püntener | Férfi terepverseny | 1:34:33 | 28.      |